# Championnat d'Australie de cricket
La Big Bash League (BBL), connue sous le nom de KFC Big Bash League pour des raisons de parrainage, est la meilleure compétition de clubs de cricket Twenty20 en Australie. Il a été créé en 2011 par Fédération d'Australie de cricket (Cricket Australie). Il a remplacé le tournoi précédent, le KFC Twenty20 Big Bash.
Les matchs de la BBL se jouent pendant les mois d'été australiens (décembre, janvier et février).
Avant 2014, les deux meilleures équipes du tournoi se qualifiaient pour la Ligue des champions Twenty20, une compétition internationale annuelle Twenty20 disputée entre les meilleures équipes nationales de différentes nations. La Ligue des champions Twenty20 a disparu après son tournoi de 2014.

## Équipes actuelles
| Équipe | Emplacement         | Stade                           | Entraîneur                | Capitaine       |                  |
| ------ | ------------------- | ------------------------------- | ------------------------- | --------------- | ---------------- |
|        | Adélaïde Strikers   | Adelaide, Australie-Meridionale | Adelaide Oval             | Jason Gillespie | Matt Short       |
|        | Brisbane Heat       | Brisbane, Queensland            | Brisbane Cricket Ground   | Wade Seccombe   | Usman Khawaja    |
|        | Hobart Hurricanes   | Hobart, Tasmanie                | Blundstone Arena          | Adam Griffith   | Nathan Ellis     |
|        | Melbourne Renegades | Melbourne, Victoria             | Marvel Stadium            | David Saker     | Will Sutherland  |
|        | Melbourne Stars     | Melbourne, Victoria             | Melbourne Cricket Ground  | David Hussey    | Glenn Maxwell    |
|        | Perth Scorchers     | Perth, Australie-Occidentale    | Perth Stadium             | Adam Voges      | Ashton Turner    |
|        | Sydney Sixers       | Sydney, Nouvelle-Galles du Sud  | Sydney Cricket Ground     | Greg Shipperd   | Moises Henriques |
|        | Sydney Thunder      | Sydney, Nouvelle-Galles du Sud  | Sydney Showground Stadium | Trevor Bayliss  | Chris Green      |

### Rivalités
- Derby de Melbourne
- Rivalité Perth Scorchers-Sydney Sixers
- Sydney Smash

## Stades
| Stade                               | Capacité | Ville         | Équipe à domicile             |
| ----------------------------------- | -------- | ------------- | ----------------------------- |
| Stades actuels                      |          |               |                               |
| Adelaide Oval                       | 53 583   | Adelaide      | Adélaïde Strikers             |
| Blundstone Arena                    | 19 500   | Hobart        | Hobart Hurricanes             |
| Marvel Stadium                      | 53 359   | Melbourne     | Melbourne Renegades           |
| Optus Stadium                       | 60 000   | Perth         | Perth Scorchers               |
| The Gabba                           | 42 000   | Brisbane      | Brisbane Heat                 |
| Melbourne Cricket Ground            | 100 024  | Melbourne     | Melbourne Stars               |
| Sydney Showground Stadium           | 22 000   | Sydney        | Sydney Thunder                |
| Sydney Cricket Ground               | 48 000   | Sydney        | Sydney Sixers                 |
| Stades secondaires                  |          |               |                               |
| UTAS Stadium                        | 21 000   | Launceston    | Hobart Hurricanes             |
| GMHBA Stadium                       | 26 000,  | Geelong       | Melbourne Renegades           |
| Traeger Park                        | 10 000   | Alice Springs | Hobart Hurricanes             |
| Manuka Oval                         | 12 000   | Canberra      | Sydney Thunder                |
| Heritage Bank Stadium               | 25 000   | Gold Coast    | Brisbane Heat Melbourne Stars |
| Ted Summerton Reserve               | 7 500    | Moe           | Melbourne Stars               |
| Coffs Harbour International Stadium | 20 000   | Coffs Harbour | Sydney Sixers                 |
| Cazalys Stadium                     | 13 500   | Cairns        | Brisbane Heat                 |
| Citi Power Centre                   | 7 000    | Melbourne     | Melbourne Stars               |
| Anciens stades                      |          |               |                               |
| Accor Stadium                       | 82 000   | Sydney        | Sydney Thunder (2011–2014)    |
| WACA Ground                         | 20 000   | Perth         | Perth Scorchers (2011–2018)   |